# Широтна зональність

Широ́тна зона́льність — закономірна зміна фізико-географічних процесів, компонентів і природних комплексів  геосистем від екватора до полюсів.
Первинна причина зональності — нерівномірний розподіл сонячної енергії по широті внаслідок кулястої форми Землі і зміни кута падіння сонячних променів на земну поверхню. Крім того, широтна зональність залежить і від відстані до Сонця, а маса Землі впливає на здатність утримувати атмосферу, яка служить трансформатором і перерозподілювачем енергії.
Велике значення має нахил осі до площини екліптики, від цього залежить нерівномірність надходження сонячного тепла по сезонах, а добове обертання планети зумовлює відхилення повітряних мас. Результатом відмінності у розподілі променистої енергії Сонця є зональний радіаційний баланс земної поверхні. Нерівномірність надходження тепла впливає на розташування повітряних мас,кругообіг і циркуляцію атмосфери.
Зональність виражається не тільки в середньорічній кількості тепла і вологи, а й у сезонних змінах. Кліматична зональність відбивається на стоці і гідрологічному режимі, утворенні кори вивітрювання, заболочуванні. Суттєво впливає на органічний світ, специфічні форми рельєфу. Однорідний склад і велика рухливість повітря згладжують зональні відмінності з висотою.
У кожній півкулі виділяють по 7 циркуляційних зон.
Значне простягання європейської суші з півночі на південь і наявність великих рівнинних просторів зумовили чіткий прояв тут широтної зональності. Природні зони Європи остаточно сформувалися лише кілька десятків тисяч років тому, після останнього зледеніння. Порівняно молодими за віком є зони тундри і лісотундри, лісостепу та степу.
Природні зони Європи неоднорідні. Західні та східні частини (сектори) кожної з природних зон помітно відрізняються через неоднакове їх зволоження.
Природні зони щільно заселеної території Європи суттєво змінені діяльністю людини внаслідок розорювання земель, вирубування або відновлення лісів, осушення боліт, видобутку корисних копалин тощо. Особливо змінилася її первинна флора і фауна.
Зона арктичних пустель охоплює архіпелаг Шпіцберген, частину Нової Землі і інші острови Арктики. Більшість островів майже повністю покриті льодовиками. Західна частина Шпіцбергена відчуває дихання відгалуження теплого Північноатлантичного течії. Клімат тут менш суворий, ніж на сході архіпелагу, і тому на узбережжі виникла найпівнічніша на Землі ділянка тундри. З приходом весни сюди прилітає багато птахів. На островах водяться блакитні песці. Іноді заходить господар льодів — білий ведмідь. Біля берегів зустрічаються тюлені. Незважаючи на суворі природні умови на Шпіцбергені видобувають кам'яне вугілля.
Зона тундри і лісотундри займає північне узбережжя Східноєвропейської рівнини, Скандинавського півострова і частина острова Ісландія. На заході Європи тундра формується в умовах м'якого морського клімату. Тут не буває суворих зим, тому подекуди можна побачити рідколісся і криволісся. На сході європейської тундри, в умовах більш континентального клімату, на тундрово-глейових ґрунтах ростуть мохи та лишайники, зрідка зустрічаються різнотрав'я і чагарникові станики.
У період полярного дня тундра покривається мальовничим килимом рослин. Першими з'являються з-під снігу мохи, лишайники, а пізніше розцвітають і полярні квіти; незабудки, маки, гвоздики. Потім розпускається листя на карликової берези і полярної верби. Висота їх настільки мала, що про них кажуть: «Ходимо по лісі, а лісу не бачимо». Тваринний світ тундри не багатий видами, але кількість тварин значна.
Південніше зони тундри і лісотундри розташовані лісові природні комплекси, які займають найбільшу площу в помірному поясі. З півночі на південь тут послідовно змінюють одна одну зони тайги, змішаних і широколистяних лісів.